# NGC 95
NGC 95 é uma galáxia espiral barrada (SBc/P) localizada na direcção da constelação de Pisces. Possui uma declinação de +10° 29' 31" e uma ascensão recta de 0 horas, 22 minutos e 13,6 segundos.
A galáxia NGC 95 foi descoberta em 18 de Outubro de 1784 por William Herschel.